# Ixtepeque
De Ixtepeque is een stratovulkaan in het departement Jutiapa in Guatemala. De berg is ongeveer 1292 meter hoog.
De vulkaan bestaat uit verschillende ryolieten lavakoepels en basalten slakkenkegels. De naam is afgeleid van het Nahuatl woord voor obsidiaan. Ixtepeque was een van de belangrijkste obsidiaanbronnen in het Precolumbiaanse Meso-Amerika.
Ze is voor het laatst uitgebarsten in het Holoceen.
Op ongeveer tien kilometer naar het westen ligt de vulkaan Suchitán. Ongeveer vijf kilometer naar het noordoosten ligt het Laguna de Obrajuelo.